# 伊和宝利稿泡子
伊和宝利稿泡子（也作伊和布拉格泡子、伊和布拉格），是一个位于中国内蒙古自治区通辽市科尔沁左翼后旗巴胡塔苏木境内的内流湖，地处巴胡塔苏木政府驻地东南约7.5千米，《中国湖泊志》附录中记录本湖为“无名湖”，湖长1.6千米，最大宽1.2千米，平均宽0.7千米，面积1.1平方千米。
2019年科尔沁左翼后旗人民政府公布的河湖管理范围划定成果，伊和宝利稿泡子面积为1.81平方千米。
根据2020年公布的科左后旗河湖长名单，伊和宝利稿泡子苏木镇级湖长为巴胡塔苏木副苏木达，村级湖长为伊和布拉格嘎查党支部书记。